# Центерадзееби
Центерадзееби (груз. ცენტერაძეები) — село в Грузии, на территории Шуахевского муниципалитета автономной республики Аджария.

## География
Село находится в юго-западной части Грузии, на правом берегу реки Ванисцкали (бассейн Аджарисцкали), на расстоянии 6 километров (по прямой) к северо-северо-востоку от посёлка городского типа Шуахеви, административного центра муниципалитета.

## Население
По результатам официальной переписи населения 2014 года, в Центерадзееби проживало 53 человека (30 мужчин и 23 женщины). В национальной структуре населения грузины составляли 100 %.
| Год  | Население, человек |
| ---- | ------------------ |
| 2002 | 84                 |
| 2014 | ↘ 53               |